# Szex, party és hazugságok
A Szex, party és hazugságok (eredeti cím: Mentiras y gordas) 2009-ben bemutatott spanyol film. A filmet Alfonso Albacete és David Menkes rendezte, a főszerepben Mario Casas, Yon González és Ana de Armas látható. A filmet Magyarországon a „Szex és Film” filmnapok keretében a Kino moziban mutatták be, ahol eredeti nyelven, magyar szinkrontolmáccsal vetítették, szinkronos filmváltozat nem készült belőle.

## Alapvetés
A film spanyol tinédzserekről szól, akik nyáron belekeverednek az éjszakai élet, az alkohol, és a drogok forgatagába, ahonnét nincs kiút. A legtöbben anyagi gondjaik megoldását abban látják, hogy maguk is drogterjesztőnek (pushernek) állnak. Végül a dráma Tony halálával csúcsosodik ki, akit barátja, Nico rángatott bele a drogüzletbe. A film nyíltan ábrázolja a szórakozóhelyi gátlástalan szexet, az elzüllött életmódot és a homoszexualitást.

## Szereplők
| Szereplő  | Színész                  |
| --------- | ------------------------ |
| Tony      | Mario Casas              |
| Carola    | Ana de Armas             |
| Nico      | Yon González             |
| Carlos    | Hugo Silva               |
| Marina    | Ana María Polvorosa      |
| Bubu      | Alejo Sauras             |
| Sonia     | Marieta Orozco           |
| Paz       | Miriam Giovanelli        |
| Leo       | Duna Jové                |
| Pablo     | Maxi Iglesias            |
| Nuria     | Esmeralda Moya           |
| Cristo    | Asier Etxeandia          |
| Koldo     | Marilyn Torres           |
| Carmen    | Elena de Frutos          |
| Rosa      | Clara Pradas             |
| Arturo    | Xacobe Sanz              |
| Nico apja | Francisco Sanguino Oliva |

## Nézettség
Spanyolországban a premier első hétvégéjén közel 300 000-en nézték meg a filmet, míg a második heti nézettséggel együtt már közel fél millióan (497 490) nézték meg a mozikban. Első két heti bevétele 3 002 784 euró volt. Összesen 4 282 941 euró bevétel folyt be a jegyeladásokból, amellyel a készítők elégedettek voltak.